# Col de Mandray
Der Col de Mandray ist ein Bergpass auf der Höhe von 696 Metern in den französischen Vogesen.

## Lage
Der Pass ist über die Departementsstraße 23 erreichbar, die die jeweiligen Gemeinden La Croix-aux-Mines im Norden (über den Col des Chauffours auf 637 m) und Fraize im Süden verbindet. Über die Forststraße Jean-François Pelet gelangt man zum Col des Journaux im Osten.

## Geschichte
Während des Ersten Weltkriegs war das Gebiet Schauplatz heftiger Zusammenstöße.

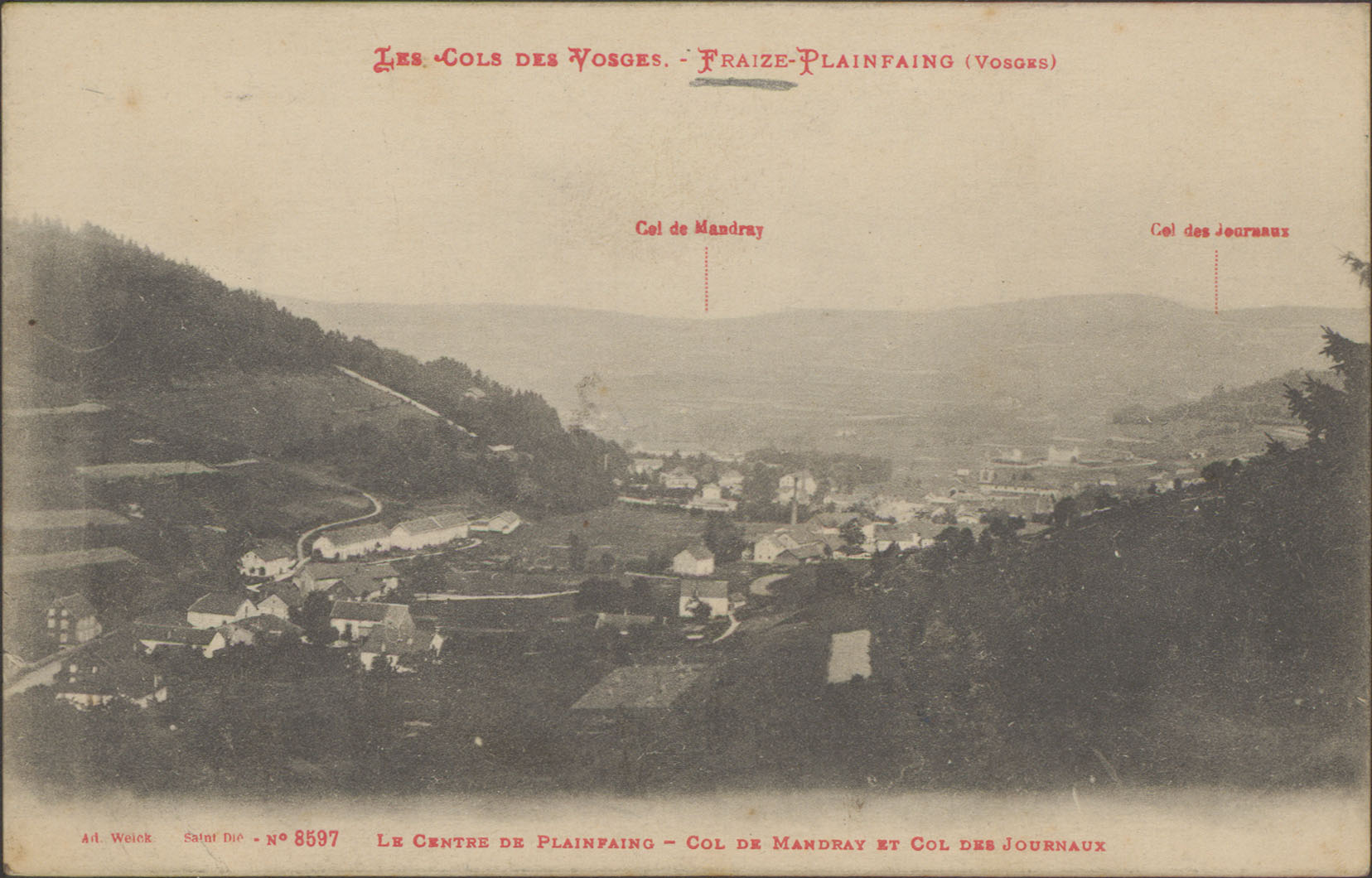
Blick von Plainfaing aus.
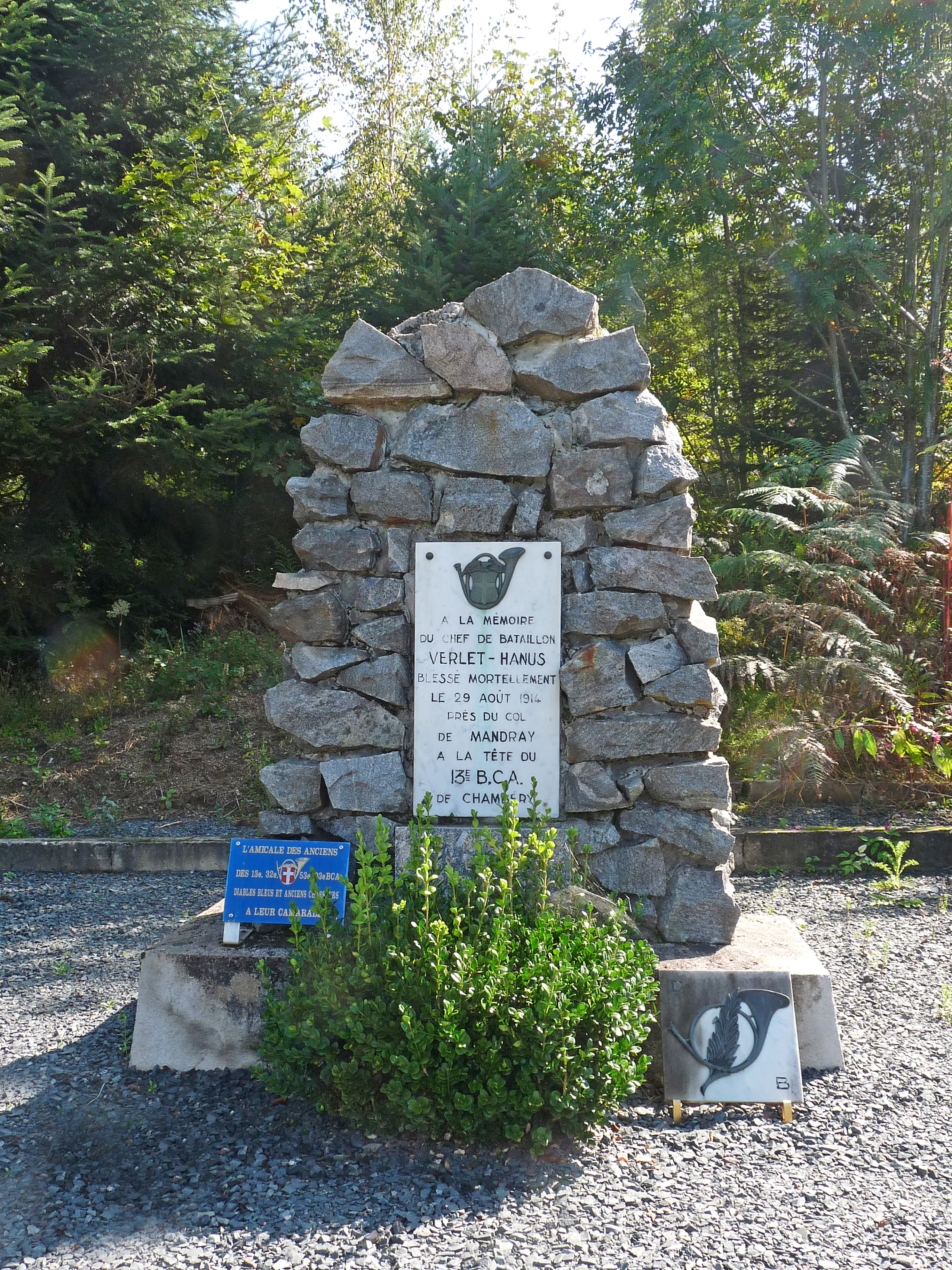
Stele zum Gedenken an den Bataillonschef Edmond Verlet-Hanus.
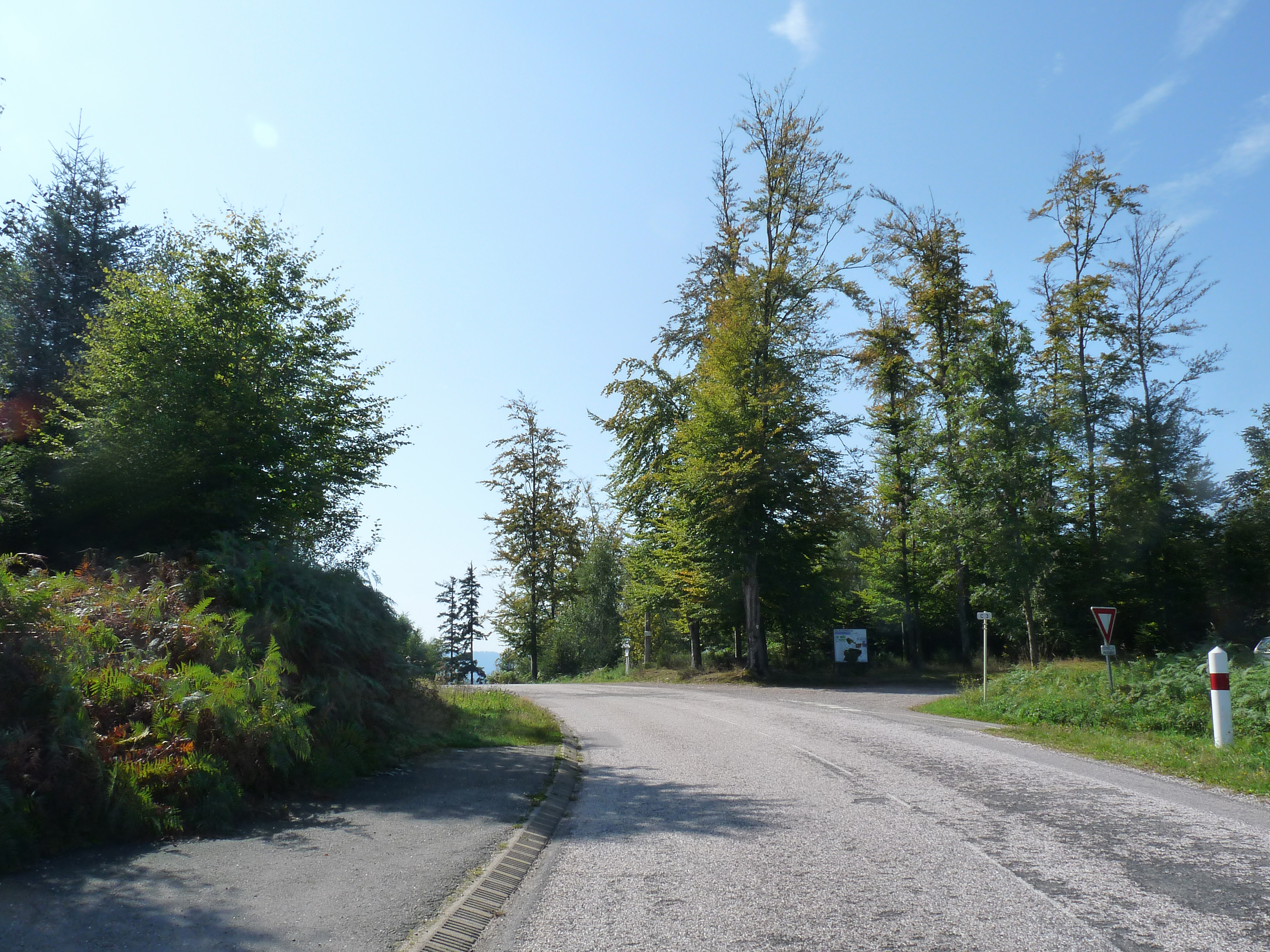
Wald am Rande des Col de Mandray.